# Ismaël Traoré
Ismaël Traoré (ur. 18 sierpnia 1986 w Paryżu) – francuski piłkarz posiadający również obywatelstwo Wybrzeża Kości Słoniowej, grający na pozycji obrońca w Angers SCO.

## Kariera klubowa
Traoré rozpoczynał swoją profesjonalną karierę w klubie Ligue 2 z CS Sedan. W latach 2012–2015 grał w Stade Brestois 29. W 2015 przeszedł do Angers SCO.

### Statystyki kariery
Aktualne na 13 lutego 2022 roku
| Sezon                     | Klub                      | Kraj                      | Rozgrywki                 | Liga  | Liga   | Puchar kraju | Puchar kraju | Puchar ligi | Puchar ligi | Inne  | Inne   | Razem | Razem  |
| Sezon                     | Klub                      | Kraj                      | Rozgrywki                 | Mecze | Bramki | Mecze        | Bramki       | Mecze       | Bramki      | Mecze | Bramki | Mecze | Bramki |
| ------------------------- | ------------------------- | ------------------------- | ------------------------- | ----- | ------ | ------------ | ------------ | ----------- | ----------- | ----- | ------ | ----- | ------ |
| 2007/08                   | CS Sedan                  | Francja                   | Ligue 2                   | 28    | 0      | 5            | 0            | 1           | 0           | –     | –      | 34    | 0      |
| 2008/09                   | CS Sedan                  | Francja                   | Ligue 2                   | 24    | 1      | 3            | 0            | 1           | 0           | –     | –      | 28    | 1      |
| 2009/10                   | CS Sedan                  | Francja                   | Ligue 2                   | 34    | 0      | 2            | 0            | 5           | 0           | –     | –      | 41    | 0      |
| 2010/11                   | CS Sedan                  | Francja                   | Ligue 2                   | 34    | 0      | 1            | 0            | 1           | 0           | –     | –      | 36    | 0      |
| 2011/12                   | CS Sedan                  | Francja                   | Ligue 2                   | 34    | 1      | 1            | 0            | 3           | 0           | –     | –      | 38    | 1      |
| razem w CS Sedan          | razem w CS Sedan          | razem w CS Sedan          | razem w CS Sedan          | 154   | 2      | 12           | 0            | 11          | 0           | –     | –      | 177   | 2      |
| 2012/13                   | Stade Brestois 29         | Francja                   | Ligue 1                   | 17    | 0      | 1            | 0            | 1           | 0           | –     | –      | 19    | 0      |
| 2013/14                   | Stade Brestois 29         | Francja                   | Ligue 2                   | 30    | 0      | 1            | 0            | 1           | 0           | –     | –      | 32    | 0      |
| 2014/15                   | Stade Brestois 29         | Francja                   | Ligue 2                   | 36    | 1      | 3            | 0            | 0           | 0           | –     | –      | 39    | 1      |
| razem w Stade Brestois 29 | razem w Stade Brestois 29 | razem w Stade Brestois 29 | razem w Stade Brestois 29 | 83    | 1      | 5            | 0            | 2           | 0           | –     | –      | 90    | 1      |
| 2015/16                   | Angers SCO                | Francja                   | Ligue 1                   | 34    | 1      | 2            | 1            | 0           | 0           | –     | –      | 36    | 2      |
| 2016/17                   | Angers SCO                | Francja                   | Ligue 1                   | 32    | 1      | 3            | 0            | 0           | 0           | –     | –      | 35    | 1      |
| 2017/18                   | Angers SCO                | Francja                   | Ligue 1                   | 32    | 3      | 0            | 0            | 0           | 0           | –     | –      | 32    | 3      |
| 2018/19                   | Angers SCO                | Francja                   | Ligue 1                   | 30    | 3      | 1            | 0            | 0           | 0           | –     | –      | 30    | 3      |
| 2019/20                   | Angers SCO                | Francja                   | Ligue 1                   | 23    | 0      | 0            | 0            | 0           | 0           | 1     | 0      | 24    | 0      |
| 2020/21                   | Angers SCO                | Francja                   | Ligue 1                   | 34    | 3      | 0            | 0            | –           | –           | –     | –      | 34    | 3      |
| 2021/22                   | Angers SCO                | Francja                   | Ligue 1                   | 23    | 3      | 0            | 0            | –           | –           | –     | –      | 23    | 3      |
| razem w Angers SCO        | razem w Angers SCO        | razem w Angers SCO        | razem w Angers SCO        | 176   | 14     | 6            | 1            | 0           | 0           | 1     | 0      | 214   | 15     |
| razem w karierze          | razem w karierze          | razem w karierze          | razem w karierze          | 413   | 17     | 23           | 1            | 13          | 0           | 1     | 0      | 481   | 18     |